# Union City (Georgia)
Union City – miasto w Stanach Zjednoczonych, w stanie Georgia, w hrabstwie Fulton.

## Demografia
Według spisu ludności z roku 2010, w Union City mieszka 19 456 mieszkańców. W roku 2023 liczba mieszkańców wzrosła do 27 832 osób, a gęstość zaludnienia przekroczyła 557 osób/km².